# 碧盧夫人
碧盧夫人（英語：Mrs. Jeanie Bigelow），美北长老会傳教士。

## 生平
1911年9月，碧盧夫人于广州西关逢源街长老会逢源堂创立慈爱幼稚园。次年增设保姆传习所，后改称慈爱幼稚師範，即后来广州西村私立协和女子中学的前身。
1916年9月，碧卢夫人与那夏理女士协商，将真光书院的师范班并入慈爱幼儿师范，定名为协和女子师范学校。1921年，由美北长老会、同寅会、加拿大长老会、新西兰长老会四个差会共同出资，在西村买地50余亩，建造协和女子师范学校新校舍，附设幼稚园和小学，次年新校舍建成，协和女子师范学校迁入。碧卢夫人返回美国后，由毕蕙馨女士（Miss Lulu Patton）接任校长。
目前广州市荔湾区西增路18号广州市协和中学内保留一座协和堂，为广州市文物保护单位。还有一座建于1934年的碧卢堂。名字取自第一任校长碧卢夫人。碧卢堂建筑风格中西合璧，楼顶为中式琉璃瓦，而门窗仿西式结构，目前为校友活动场所和艺术科办公室。同寅楼、坎拿大楼、纽丝伦楼均已改建。